# Иванов, Алексей Алексеевич (китаевед)
Иванов Алексей Алексеевич (псевдоним: А. Ивин; 16(28).09.1885 — 10.02.1942) — российский, позже — советский китаевед.
Родился в Ливнах Орловской области. В 1904—1905 учился в Высшей школе общественных наук, так называемом Свободном русском университете, основанном М. М. Ковалевским. Учился и работал во Франции (1909—1917). В 1917 окончил Школу восточных языков в Париже. Доктор исторических наук (20.12.1936, без зашиты). Старший научный сотрудник (05.12.1935). Сотрудник Коллеж де Франс (до 1917). редакции «Journal de Рёкт», корреспондент газеты «Правда». Преподаватель Пекинского университета (1917—1927). Во второй половине 1920-х гг. принимал активное участие в дискуссии о характере китайского общества, активно критиковал тех китаеведов, которые заявляли, что в Китае не существует частной собственности. В качестве иностранного корреспондента публиковался в журнале «Новый Восток».
В начале 1930-х вернулся в Москву. В 1932—1942 гг.- научный сотрудник ИМХ и МП. В эти годы научная активность Иванова идёт на спад: сказывается отсутствие первичных источников, а также оторванность от мировой науки. Иванов почти не публикуется, а если публикуется, то использует исключительно вторичные источники. Умер в эвакуации, в Ташкенте.

## Биография

### Детство и юность
Алексей Алексеевич Иванов родился 16 (28) сентября 1885 в года в городе Ливны Орловской губернии в семье торговца (до того его отец был певчим, приказчиком). Когда Алексею исполнилось 10 лет, отец умер. Из пяти сирот в семье Ивановых Алексей был единственным, кто получил образование. В 1897 году Алексей поступил в Ливенское реальное училище и в 1904 году окончил его. Сразу после этого отправился в Париж, как впоследствии писал он сам — «для пополнения образования и ознакомления с европейским рабочим движением». В Париже юноша обучался в Русской высшей школе общественных наук, основанной М. М. Ковалевским. А. А. Иванов тогда был идейным анархистом и некоторое время входил в анархистскую группу последователей Кропоткина, которая действовала в Париже под назван «Хлеб и воля». Был он связан и с самим П. А. Кропоткиным. По признанию самого Иванова, идейно ближе ему были анархо-синдикалисты, но у них не было своей организации в столице Франции.
Революционный события в России заставили Алексея бросить обучении и вернуться в Россию, где он принял участие в декабрьском вооруженном восстании в Москве. В составе дружины боевиков-добровольцев принял участие в боях за здание реального училища И. И. Фидлера, в ходе которых был ранен. После осады училища правительственными войсками и разгрома обороняющихся он вместе с товарищами был арестован и попал в Бутырскую тюрьму.
22-летний Алексей Иванов вместе с тремя своими товарищами был приговорен к каторжным работам. Поскольку во время восстания он был несовершеннолетним, то по действовавшим тогда законам каторгу заменили одним годом и 8 месяцами заключения в исправительном доме. Отбывать его в 1907—1909 гг. Алексею пришлось вначале на родной Орловщине — в арестантских ротах Мацеевича, а когда они были преобразованы в Орловский каторжный централ, Алексей Иванов был переведен в арестантские роты, расположенные в Печенегах Харьковской губернии. Оказавшись в конце концов на свободе, в 1909 году он вновь выехал во Францию.
В 1914 году в Париже Иванов поступает в Национальную школу живых восточных языков, где обучался китайскому и японскому языкам на кафедре китайского языка. Как и в Ливнах, в Париже он зарабатывал уроками, жил в бедности, но в 1914 г. поступил в Национальную школу живых восточных языков — учебное заведение с 3-летним циклом обучения. А. А. Иванов учился китайскому и японскому языкам на кафедре китайского языка, которую возглавлял Арнольд Виссиер. В 1916 году Алексей Алексеевич окончил курс и получил диплом по японской филологии, но до 1917 года продолжал занятия китайским языком. Одновременно с Национальной школой живых восточных языков он посещал занятия и в Коллеж де Франс, слушал лекции крупнейшего китаеведа начала XX века, академика Эдуара Шаванна и индолога Сильвена Леви. В отличие от занятий у А. Виссиера, который появлялся в аудитории один раз в неделю, а остальное время предоставлял студентам для самообучения, Шаванн читал лекции, основанные на изучении китайских текстов. Они сопровождались блестящим анализом источников с привлечением огромного документального материала из различных областей востоковедения и глубоким историзмом. Превосходный стиль, эрудиция и ясность изложения делали лекции академика интересными даже для неспециалистов и в Коллеж де Франс к учёному приходили писатели, путешественники, медики. Круг слушателей требовал некоторого упрощения изложения, но зато знания о Китае распространялись во многих слоях французского общества, и для студентов складывался интересный круг общения. Лекции Шаванна до А. А. Иванова слушали русские востоковеды Д. М. Позднеев и В. М. Алексеев — в 1905 и 1906 гг., оба высоко оценивали его курс, хотя и оговаривали, что Коллеж де Франс «не служит целям систематического образования».
Параллельно с учёбой Алексей продолжал заниматься политикой, во Франции он знакомится с марксизмом, несколько раз присутствовал на выступлениях Ленина, который в 1908—1912 гг. в Париже издавал газету «Пролетарий». В это время Иванов живёт в Париже по соседству с будущей заведующей отделом агитации и пропаганды Коминтерна Серафимой Гопнер. Сам Алексей вновь примыкает к группе «Хлеб и воля» и становится секретарем парижской организации анархистов.

### В Китае
После Февральской революции Иванов в мае 1917 года вместе с другими политэмигрантами вновь возвращается в Россию. К этому времени, согласно автобиографии Алексеева, написанной уже в советские годы, молодой востоковед растаётся с анархическими убеждениями, сохраняя при этом «революционную направленность интересов».
В сентябре 1917 года, после подавления Корниловского выступления и очередного полевения правительства, Иванов поступает на работу в министерство иностранных дел Временного правительства с твёрдым намерением получить назначение на дипломатическую работу в Китае. Его желание в скором времени осуществилось и Алексей Алексеевич попал в состав российской дипломатеской миссии в Китае. Должность для 32-летнего молодого востоковеда, получившего серьезное образование во Франции, была предоставлена крайне невысокая — студент-переводчик.
В Китай Иванов прибыл в начале октября 1917 года. Российское посольство в Пекине состояло из дипломатов, назначенных царским правительством, и новых назначенцев, посланных Временным правительством, встречали несколько пренебрежительно. После получения известий об октябрьском перевороте и свержении Временного правительства в Петрограде глава дипломатической миссии князь Н. А. Кудашев отказался признать новую власть в России. А. А. Иванов стал единственным из всего состава миссии, кто высказался в поддержку Советов. Взбешённый Кудашев принял решение выдать ослушника на расправу атаману Семёнову, в результате чего Иванову пришлось спасаться бегством, несколько месяцев он скрывался у американского посла Поля Рейнша в здании американской школы китайского языка. Вскоре он поселился в заброшенном китайском храме в одном из переулков Пекина.
В 1918 году Иванова приглашают на работу в редакцию Journal de Pékin. В своей автобиографии он указывал, что при поступлении на работу выдвинул два условия: «этот буржуазный орган печати будет выступать против интервеции в России и что русским отделом буду заведовать я». Он действительно возглавил русский, а в скором времени и английский отделы газеты. Иванов оказывается у истоков русской журналистики в Китае, непосредственная близость к эпицентру событий позволяет ему получать самую свежую информацию из первых рук и передавать её в Россию. Однако в 1921 году газете вновь стало грозить закрытие, а редактору — высылка из Китая, что на этот раз это вынудило А. А. Иванова покинуть редакцию.
После появления в Пекине в апреле 1920 года миссии Дальневосточной республики в составе Г. Н. Войтинского и его жены М. В. Кузнецовой, а также И. К. Мамаева, М. М. Сахьяновой и переводчика Ян Минчжая Алексей Алексеевич помогает их работе. Он знакомит Г. Н. Войтинского с Ли Дачжао. В конце лета — 26 августа 1920 г. в Пекин с согласия китайского правительства прибыла экономическая миссия ДВР во главе с заместителем военного министра И. Л. Юриным (Гинтовт-Дзевалтовским). В ее составе находились первый секретарь большевик Громов, который выполнял роль комиссара при авторитетном политике, не принадлежавшем, однако, к коммунистам. Вторым секретарем был студент Восточного института во Владивостоке М. И. Казанин, выросший в Харбине. На вокзале миссию встретили представитель РОСТА А. Е. Ходоров и А. А. Иванов. Впервые увидевший Алексея Алексеевича Марк Казанин так описывает его: «Худой, болезненный человек лет тридцати пяти, с красивым лбом и глубоко запавшими глазами». Казанин отметил у Ивина единственный порок — склонность к алкоголю, причем к 1920 году она приняла устрашающие масштабы.
Алексея Алексеевича приглашают преподавать в Пекинский университет. Русский ученый во французской секции филологического факультета Пекинского университета преподает французскую и западноевропейскую литературу, позднее участвует в организации русской секции и в 1923 году преподает в ней русскую литературу, историю, а также политэкономию и ряд других предметов. Вместе с Ивановым в Пекинском университете работали китаевед С. А. Полевой и поэт Сергей Третьяков. Третьяков недолго, менее года (с конца 1924 г. до августа 1925 г.), преподавал китайским студентам русскую и советскую литературу, но успел хорошо познакомиться и со страной, и с преподавателями университета. По итогу пребывания в Китае и работы в Пекинском университете он написал десятки очерков в советских газетах и журналах, киносценарий многосерийного фильма, знаменитую в 1920-егг. пьесу «Рычи, Китай!», которую ставили театры многих стран мира. Позднее С. М. Третьяков написал роман «Дэн Шихуа», в котором в одном из персонажей вывел черты Алексея Алексеевича Иванова. От лица одного из китайских героев своего романа С. Третьяков пишет:

Профессор И Фаэр родом русский, давно живет в Пекине. Пекин он знает лучше нас, приезжих, а китайские газеты читает аккуратнее и внимательнее нас. Он живой и настороженный. У него светлые волосы, а голубые необычные глаза посажены так глубоко, что — по китайской поговорке — глазниц землей не закидать. Он ходит по аудитории, крепко потирая руки. И Фаэр хорошо говорит по-китайски, только немного длинновато.

В 1922—1923 гг. Ивин готовит ряд статей для нового журнала «Новый Восток», в которых демонстрирует глубокую осведомлённость в политической жизни Китая. В 1925 году он включается в дискуссию о характере китайского общества и на страницах журнала «Большевик» резко критикует концепцию своего коллеги по Пекинскому университету Ходорова о том, что в Китае не существовала частная собственность.
В 1924 году Советский Союз отказался от российской доли контрибуции за подавление боксерского восстания в Китае. А. А. Иванов вошёл в состав комиссии, которая занималась определением сфер применения российской доли и проработал в ней два года (1924—1926 гг). Одновременно с работой в Пекинском университете и комиссии Алексей Алексеевич продолжает занятия журналистикой. С 1925 г. он становится корреспондентом центральных советских газет — «Правды» и «Известий». В 1926 году Иванов возвращается на родину, где некоторое время преподаёт в Университете трудящихся Китая им. Сунь Ятсена. Однако после событий 1927 года и переворота Чан Кайши он возвращается в Китай, на этот раз в качестве корреспондента газеты «Правда». Печатался под псевдонимом А. Ивин. После неудачного Кантонского восстания, в декабре 1927 года, Ивин был отозван в Москву. Больше в Китай он не вернётся.

### После Китая
В конце 1920-х годов Иванов издает несколько книг — «Письма из Китая», «От Ханькоу до Шанхая», «Красные пики».
В 1932 г. он становится старшим научным сотрудником института мирового хозяйства и мировой политики АН СССР. После введения в СССР ученых званий и степеней Иванов 5 октября 1935 г. пишет заявление в аттестационную комиссию с просьбой о присуждении ему ученой степени. Аттестационная комиссия удовлетворяет просьбу и ровно через два месяца присваивает ему ученое звание старшего научного сотрудника. 19 марта 1936 г. квалификационная комиссия Института мирового хозяйства и мировой политики под председательством директора института доктора экономических наук Е. С. Варги и с участием Рогинского, Г. Н. Войтинского, Л. Н. Геллера, Трахтенберга и Соловьева без защиты присваивает А. А. Иванову степень доктора исторических наук — это была первая докторская степень, присвоенная в СССР китаеведу. В постановлении комиссии говорилось: «Тов. Ивин является крупнейшим китаеведом-синологом и самостоятельным исследователем вопросов анти-империалистического движения в Китае и противоречий международного империализма в Китае, им на эту тему написано большое количество книг и статей научно-исследовательского характера на основании китайских первоисточников».
После начала Великой Отечественной войны институт был эвакуирован в Ташкент. Там 10 февраля 1942 года в возрасте 57 лет Алексей Алексеевич Иванов умер.

## Личность
В. В. Вишнякова-Акимова в своих мемуарах так описывает Иванова, дополняя портрет, написанный С. М. Третьяковым и М. И. Казаниным: «Ивин /А. А. Иванов/ был небольшого роста, не особенно следил за своей внешностью, зато отличался изысканной учтивостью и большой добротой… Его сгубило пристрастие к спиртным напиткам, появившееся еще в Китае и перешедшее потом в серьезную болезнь».